# Anaïs Chevalier-Bouchet
Anaïs Chevalier-Bouchet, geb. Anaïs Chevalier (* 12. Februar 1993 in Saint-Martin-d’Hères), ist eine ehemalige französische Biathletin.
Chevalier-Bouchet startete erfolgreich im Jugend- und Juniorenbereich und debütierte 2013 im Weltcup. Nach einer Rückstufung aufgrund von Rückenproblemen etablierte sie sich ab 2015 in der ersten französischen Mannschaft und entschied 2016 ihr erstes Weltcup-Einzelrennen für sich. Von 2016 bis 2023 gewann sie, unterbrochen von einer Babypause im Winter 2019/20, mehrere Medaillen bei Weltmeisterschaften und Olympischen Spielen, darunter 2021 WM-Silber im Sprint und 2022 olympisches Silber im Einzel. Im März 2023 beendete sie ihre aktive Laufbahn.

## Sportliche Laufbahn

### Nachwuchsbereich und Aufstieg ins Weltcupteam (bis 2014)
Chevalier-Bouchet wuchs nahe der französischen Alpen im Département Isère auf und kam früh mit dem Wintersport in Kontakt. Sie begann mit alpinem Skifahren und trat in ihrer Jugend dem Club Omnisports des Sept Laux bei, trainierte zunächst Skilanglauf und wechselte nach wenigen Jahren zum Biathlon. Von Beginn an lagen ihre Stärken dabei im Schießen, während sie im Laufen hinter anderen Athletinnen zurückblieb. Bei den Jugendweltmeisterschaften 2010 in Torsby nahm sie erstmals an einem internationalen Großereignis teil, wo sie im Sprint und in der Staffel den achten Rang belegte, im Sprint jedoch disqualifiziert wurde. Im Jahr darauf gewann sie bei der Jugend-WM die Silbermedaille in Sprint und Verfolgung sowie die Bronzemedaille mit der Staffel, auch in der nächsthöheren Altersklasse der Junioren holte sie mit einem fehlerfreien Rennen 2012 die WM-Silbermedaille im Sprint. Weitere Erfolge im Nachwuchsbereich erzielte sie bei den Junioren-Europameisterschaften 2013 – darunter Titel im Einzel und in der Mixed-Staffel – sowie schon 2011 beim Europäischen Olympischen Winter-Jugendfestival. Als Vorbilder während ihrer Zeit im Jugendbereich gab Chevalier 2010 andere Biathleten aus ihrer Heimatregion Dauphiné an, darunter die sieben Jahre ältere Marie Dorin, die im gleichen Verein wie sie mit dem Sport angefangen und bei den Olympischen Winterspielen in Vancouver zwei Medaillen gewonnen hatte. 2013 und 2014 gewann Chevalier-Bouchet gemeinsam mit ihrer jüngeren Schwester Chloé (die ebenfalls WM-Medaillen im Juniorenbereich gewann) und Dorin (ab ihrer Hochzeit: Dorin-Habert) zweimal die französischen Meisterschaften im Staffelteam Dauphiné.
Im Alter von 18 Jahren debütierte Chevalier-Bouchet im IBU-Cup, der nach dem Weltcup zweithöchsten Wettkampfserie im Erwachsenenbereich. Bei ihrem zweiten Start im Verfolgungsrennen von Annecy-Le Grand-Bornand gewann sie erste Punkte für die Gesamtwertung und platzierte sich über die folgenden Winter im IBU-Cup in mehreren Einzelwettkämpfen unter den besten Zehn. Ab Dezember 2013 rückte sie in das französische Weltcupteam auf. Bei ihrem ersten dortigen Auftritt im Sprint von Hochfilzen blieb sie als einzige Athletin ihres Teams ohne Fehlschuss und belegte den 27. Rang. Anschließend wurde sie in der Staffel eingesetzt – auch wegen des verletzungsbedingten Ausfalls Marie Dorin-Haberts am Saisonbeginn – und erreichte in ihrem zweiten Weltcuprennen gemeinsam mit Marie-Laure Brunet, Sophie Boilley und Anaïs Bescond als Dritte das Podest. Sie etablierte sich in der Folge in der französischen Weltcupmannschaft und nahm an den Olympischen Winterspielen von Sotschi teil, wobei sie in Sprint und Verfolgung die Ränge 47 und 44 einnahm. Am Ende des Winters erreichte sie im Verfolgungsrennen von Kontiolahti als Achte ihr erstes Top-Ten-Ergebnis im Weltcup. In der Gesamtwertung belegte sie den 48. Platz und war damit – in einer Saison, in der Anaïs Bescond den ersten Weltcupsieg für das französische Team seit sechs Jahren einfuhr – viertbeste Sportlerin ihrer Mannschaft. Mit einer Trefferquote von 86 Prozent gehörte sie zu den 20 besten Schützinnen im Weltcup, während ihre Laufzeiten unterdurchschnittlich waren.

### Rückstufung, Wiederaufstieg und erster Weltcupsieg (2014 bis 2017)
Chevalier-Bouchet gab zu einem späteren Zeitpunkt an, sie sei nach der Olympiateilnahme so motiviert gewesen, ihre Leistung zu steigern, dass sie zu schnell ins Training eingestiegen sei und „zu hart trainiert“ habe. Die dadurch im Sommer 2014 entstandenen Rückenprobleme führten dazu, dass sie – trotz eines Weltcupsieges mit der Mixed-Staffel um Martin Fourcade als Schlussläufer beim Auftakt in Östersund – die Saison frühzeitig für mehrere Wochen unterbrach, um ihren Körper zu schonen. Sie verlor dadurch ihren Platz im Weltcupteam und trat 2015 wieder im IBU-Cup an, wo sie mehrere Top-Ten-Ergebnisse erzielte. Nach einem zweiten Rang im Sprint von Ridnaun berücksichtigten sie die Trainer ab Dezember 2015 wieder für die höchste Wettkampfserie. Bei ihrem Comebackrennen im Sprint von Pokljuka (bei dem ihre Schwester Chloé ihr Weltcupdebüt gab) wurde Chevalier-Bouchet 35., im weiteren Saisonverlauf erreichte sie mehrmals die vorderen 20 Ränge im Einzel und wurde wieder zur Stammläuferin in der Staffel. Zusammen mit Justine Braisaz, Bescond und Dorin-Habert gewann sie die Silbermedaille bei den Weltmeisterschaften von Oslo.
In der Vorbereitung auf den Winter 2016/17 konzentrierte sich Chevalier-Bouchet im Training insbesondere auf den Muskelaufbau, um läuferisch stärker zu werden. Tatsächlich waren ihre Laufzeiten über den gesamten Winter gesehen ein Prozent schneller als der Schnitt des Weltcupfeldes, womit Chevalier-Bouchet weiterhin deutlich hinter den laufstärksten Athletinnen ihrer Mannschaft (Braisaz, Dorin-Habert und Célia Aymonier) zurückblieb, ihre Teamkolleginnen dafür aber im Schießen mit einer Trefferquote von 87 Prozent übertraf. Wenngleich Dorin-Habert als Vierte des Gesamtweltcups weiterhin die erfolgreichste Französin war, gehörte Chevalier-Bouchet als Siebte der Wertung ebenfalls zu den führenden Biathletinnen des Winters. Sie stand zehnmal auf dem Podest (darunter fünfmal in Staffeln) und entschied in Nové Město na Moravě mit der Verfolgung ihr erstes Einzelrennen in der Serie für sich. Dabei traf sie nach einem Fehler im ersten Schießen in den verbliebenen drei Einlagen alle Scheiben und gewann mit 9,5 Sekunden Vorsprung auf Dorothea Wierer. Bei den Weltmeisterschaften in Hochfilzen holte Chevalier-Bouchet jeweils als Startläuferin die Silbermedaille mit der Mixed-Staffel und die Bronzemedaille mit der Frauenstaffel. Als Dritte des Sprints gewann sie zudem die einzige WM-Einzelmedaille einer französischen Frau. Julien Robert, der von 2015 bis 2018 die Mannschaft betreute, bezeichnete Chevalier-Bouchets Erfolge als „enorme Überraschung“ und als „gerechte Belohnung“ (im Original: „juste récompense“) für die Anstrengungen, die sie seit ihrer zwischenzeitlichen Rückstufung geleistet habe.

### Erweiterte Weltspitze mit Formschwächen (2017 bis 2019)

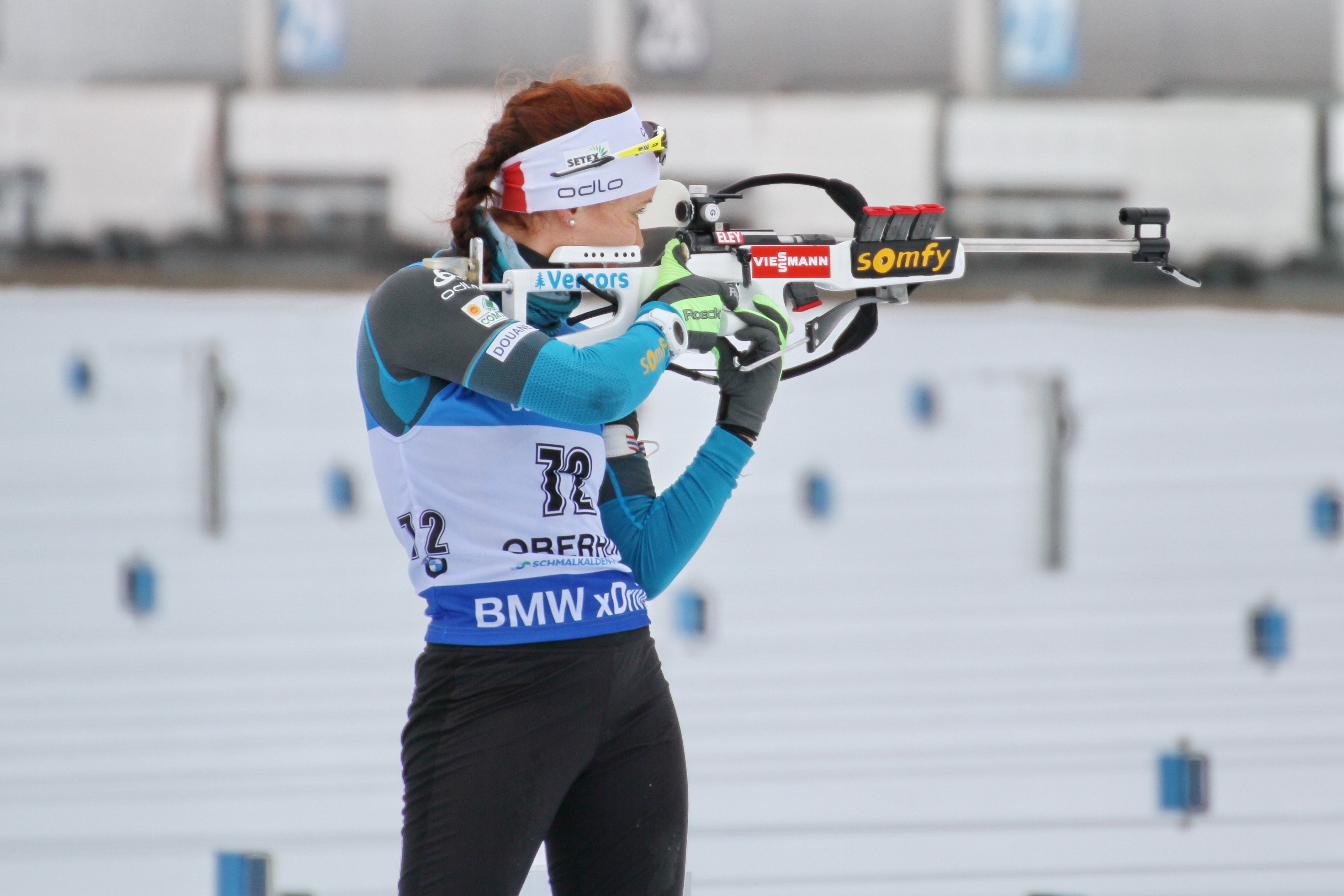
Chevalier-Bouchet beim Stehendschießen während des Weltcupsprints in Oberhof im Januar 2018

In den Saisons von 2017 bis 2019 erreichte Chevalier-Bouchet in weiteren Einzelrennen das Podium, verpasste aber einen zweiten Weltcupsieg und belegte in der Gesamtwertung die Plätze 19 und 20. Im Mai 2017 brach sie sich bei einem Fahrradunfall im Training das Schlüsselbein. Bei den Olympischen Spielen 2018 in Pyeongchang gewann sie die Bronzemedaille mit der Frauenstaffel, schoss aber in allen Wettkämpfen mehrere Fehler und belegte als bestes Einzelresultat einen 16. Rang im Sprint. Sie zeigte sich nach dem olympischen Winter unzufrieden mit dessen Verlauf und erklärte später, der Sport habe sie zu diesem Zeitpunkt beinahe angewidert. Um sich neu zu motivieren, gestaltete sie ihr Training um und begann, autonomer von der restlichen Mannschaft zu trainieren.
Im Dezember 2018 und Januar 2019 erreichte Chevalier-Bouchet in sechs aufeinanderfolgenden Wettbewerben die Top Ten und stand dreimal auf dem Podium. Hinter Anastasiya Kuzmina lief sie beim Massenstart in Nové Město die zweitschnellste Zeit auf der Strecke und wurde Dritte – auch insgesamt verbesserte sich ihre Laufleistung im Winter 2018/19 und war drei Prozent besser als der Durchschnitt. Beim Sprint von Oberhof verpasste sie als Zweite hinter Lisa Vittozzi den Sieg um lediglich fünf Sekunden. Zwei Monate später bei den Weltmeisterschaften im März 2019 war Chevalier-Bouchet weit von den vorderen Plätzen entfernt: Bestes Einzelergebnis war ein 32. Rang im Sprint und sowohl in der Mixed-Staffel als auch in der Frauenstaffel verlor sie als Startläuferin viel Zeit und übergab jeweils an 15. Position. Nach der Frauenstaffel erklärte sie, sie sei komplett außer Form, daher sei ihre schwache Leistung für niemanden eine Überraschung. Die Mannschaftsführung habe sie aufgestellt, da nach dem krankheitsbedingten Ausfall von Anaïs Bescond „keine große Auswahl“ (im Original: „pas trop le choix“) bestanden hätte. Sie beendete nach der WM-Staffel die Saison vorzeitig und verzichtete auf den Massenstart sowie den abschließenden Weltcup am Holmenkollen.

### Schwangerschaftspause, olympische Medaillen und Karriereende (2019 bis 2023)

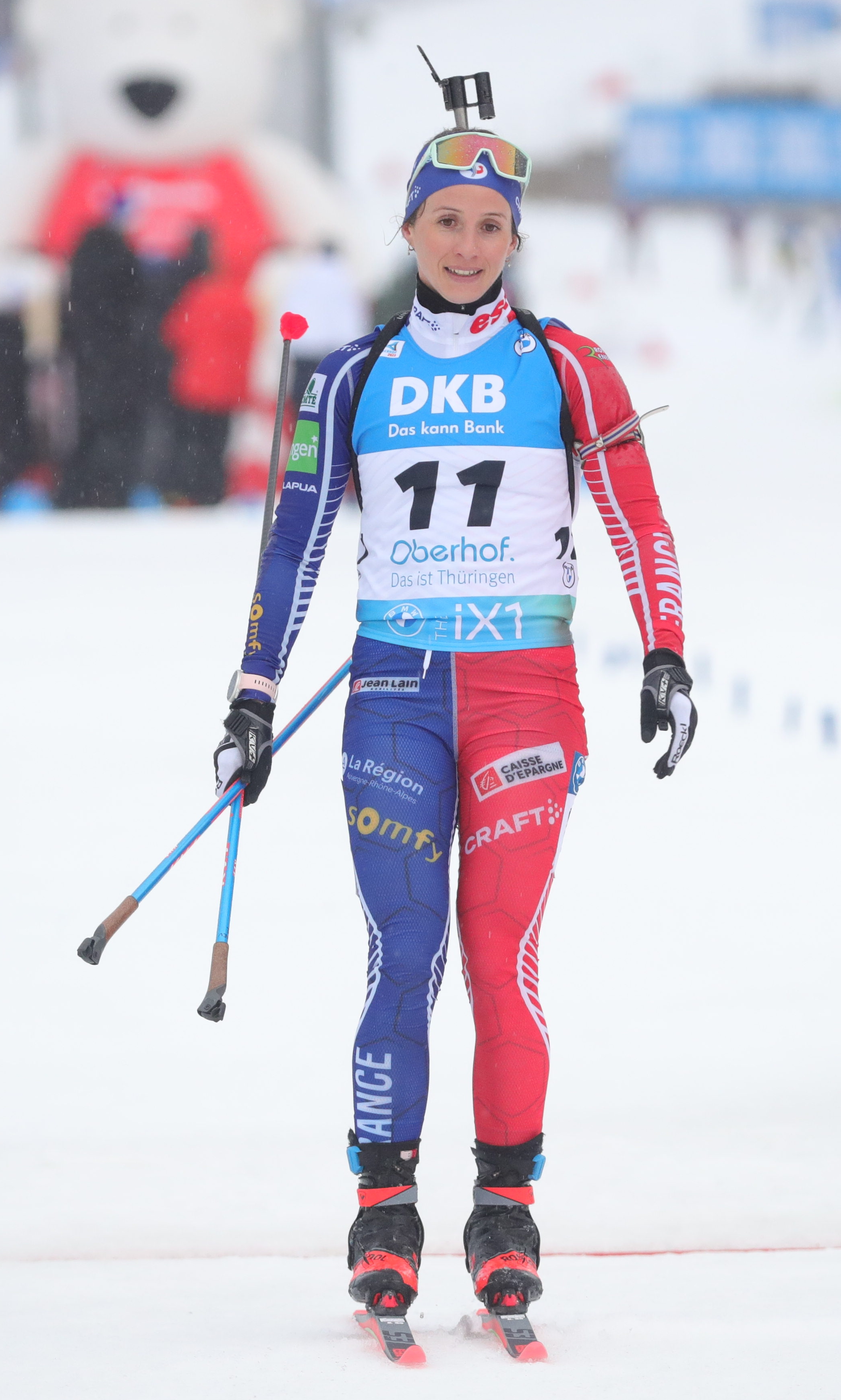
Anaïs Chevalier-Bouchet in Oberhof (2023)

Im Mai 2019 gab Chevalier-Bouchet bekannt, dass sie seit drei Monaten schwanger sei und daher die Saison 2019/20 aussetze. Ihren ersten Wettkampf nach der Pause bestritt sie als Zweite eines lokalen Rennens im Februar 2020 und kehrte mit Beginn des Winters 2020/21 in den Weltcup zurück. Am 3. Dezember lief sie in Kontiolahti auf den zweiten Platz im Sprint hinter Hanna Öberg. Im weiteren Saisonverlauf erreichte sie in mehreren weiteren Weltcuprennen das Podest und belegte als beste Französin Rang neun im Gesamtweltcup. Bei den Weltmeisterschaften 2021 auf der Pokljuka gewann Chevalier-Bouchet – jeweils bei Siegen von Tiril Eckhoff – die Silbermedaille im Sprint und Bronze in der Verfolgung. Ein Jahr später holte sie bei den olympischen Biathlon-Wettbewerben in Peking Silber im Einzel und mit der Mixed-Staffel. Sie beendete den Winter als Fünfte und damit erneut bestplatzierte Athletin ihres Teams in der Gesamtwertung des Weltcups. Gegenüber der französischen Zeitung Le Figaro sagte Chevalier-Bouchet 2022, dass ihre Mutterschaft ihr geholfen habe, etwas Abstand zum Sport zu gewinnen und nach Misserfolgen weniger zu grübeln. Zwar habe Biathlon für sie weiterhin einen hohen Stellenwert, aber es drehe sich nicht mehr alles darum. Ihr Trainer Frédéric Jean erklärte außerdem, dass sich Chevalier-Bouchets Körperbau nach der Schwangerschaftspause verändert habe, sie nun weniger Energie verbrauche und insgesamt ein besseres Verhältnis von Gewicht zu Leistung habe.
Die Saison 2022/23 schloss Chevalier-Bouchet als Gesamtweltcup-Achte und Zweite im Massenstartweltcup ab. Mit einem dritten Platz beim abschließenden Massenstart in Oslo beendete sie ihre Karriere. In einem Interview im März 2023 bewertete sie ihre Laufbahn als „schön, aber nicht außergewöhnlich“. Zwar habe sie das Ziel eines internationalen Titels auch im letzten Winter ihrer Karriere nicht erreicht – bei der WM 2023 in Oberhof belegte sie als bestes Einzelergebnis Rang vier im Massenstart –, sie habe aber „alles gegeben“. Der französische Frauentrainer Cyril Burdet hob anlässlich ihres Abschieds vom Leistungssport Chevalier-Bouchets Professionalität hervor. Die Zeitung Le Monde bescheinigte ihr, sie habe im Team als „Kapitänin“ eine stabilisierende Rolle gespielt.

## Persönliches
Chevalier-Bouchets Schwester Chloé war ebenfalls Biathletin. Anaïs Chevalier-Bouchet besuchte das Sportinternat in Villard-de-Lans, auf das vor ihr etwa auch die Brüder Simon und Martin Fourcade gingen. Nach ihrem Schulabschluss studierte sie an der Universität Grenoble Sportwissenschaften und trat im Juli 2014 dem Ski-Team des französischen Zolls bei. Im September 2017 heiratete Chevalier den früheren Biathleten und Skilangläufer Martin Bouchet, mit dem sie zwei Kinder hat (* 2019, * 2023). Nach der Geburt ihrer ersten Tochter trat sie unter dem Doppelnamen Chevalier-Bouchet an. Als eines ihrer Hobbys nannte sie das Malen, zudem bezeichnete sie sich als „Bücherwurm“. Bei einem Interview nach der Bekanntgabe ihres Karriereendes sagte Chevalier-Bouchet, das ständige Leben in einer Gruppe sei für sie kompliziert gewesen und habe sie zeitweise belastet. Sie freue sich, in Zukunft wieder mehr Zeit für sich zu haben.

## Statistiken

### Weltcupsiege
| Nr. | Datum         | Ort                  | Disziplin  |
| --- | ------------- | -------------------- | ---------- |
| 1.  | 17. Dez. 2016 | Nové Město na Moravě | Verfolgung |

| Nr. | Datum         | Ort        | Disziplin              |
| --- | ------------- | ---------- | ---------------------- |
| 1.  | 30. Nov. 2014 | Östersund  | Mixed-Staffel 3        |
| 2.  | 24. Jan. 2016 | Antholz    | Staffel 4              |
| 3.  | 7. Jan. 2018  | Oberhof    | Staffel 3              |
| 4.  | 10. März 2018 | Pokljuka   | Single-Mixed-Staffel 4 |
| 5.  | 17. März 2018 | Oslo       | Staffel 5              |
| 6.  | 19. Jan. 2019 | Ruhpolding | Staffel 6              |
| 7.  | 17. Feb. 2019 | Midway     | Mixed-Staffel 7        |
| 8.  | 5. Dez. 2021  | Östersund  | Staffel 6              |
| 9.  | 14. Jan. 2022 | Ruhpolding | Staffel 8              |
| 10. | 11. Dez. 2022 | Hochfilzen | Staffel 9              |
| 11. | 8. Jan. 2023  | Pokljuka   | Mixed-Staffel 10       |
| 12. | 22. Jan. 2023 | Antholz    | Staffel 9              |

### Weltcupplatzierungen
Die Tabelle zeigt alle Platzierungen (je nach Austragungsjahr einschließlich Olympische Spiele und Weltmeisterschaften).
- 1.–3. Platz: Anzahl der Podiumsplatzierungen
- Top 10: Anzahl der Platzierungen unter den ersten zehn (einschließlich Podium)
- Punkteränge: Anzahl der Platzierungen innerhalb der Punkteränge (einschließlich Podium und Top 10)
- Starts: Anzahl gelaufener Rennen in der jeweiligen Disziplin
- Staffel: inklusive Mixed- und Single-Mixed-Staffeln

| Platzierung         | Einzel | Sprint | Verfolgung | Massenstart | Staffel | Gesamt |
| ------------------- | ------ | ------ | ---------- | ----------- | ------- | ------ |
| 1. Platz            |        |        | 1          |             | 12      | 13     |
| 2. Platz            | 1      | 5      |            |             | 8       | 14     |
| 3. Platz            | 1      | 3      | 4          | 7           | 7       | 22     |
| Top 10              | 3      | 24     | 17         | 9           | 48      | 101    |
| Punkteränge         | 15     | 54     | 47         | 26          | 49      | 191    |
| Starts              | 19     | 65     | 52         | 26          | 50      | 212    |
| Stand: Karriereende |        |        |            |             |         |        |

### Olympische Winterspiele
Ergebnisse bei Olympischen Winterspielen:
|                                             | Einzelwettbewerbe | Einzelwettbewerbe | Einzelwettbewerbe | Einzelwettbewerbe | Staffelwettbewerbe | Staffelwettbewerbe |
| Sprint                                      | Verfolgung        | Einzel            | Massenstart       | Damenstaffel      | Mixedstaffel       |                    |
| ------------------------------------------- | ----------------- | ----------------- | ----------------- | ----------------- | ------------------ | ------------------ |
| Olympische Winterspiele 2014 \| Sotschi     | 47.               | 44.               | –                 | –                 | DNF                | –                  |
| Olympische Winterspiele 2018 \| Pyeongchang | 16.               | 24.               | 28.               | 29.               | 3.                 | –                  |
| Olympische Winterspiele 2022 \| Peking      | 68.               | –                 | 2.                | 19.               | 6.                 | 2.                 |

### Biathlon-Weltmeisterschaften
Ergebnisse bei den Weltmeisterschaften:
| Weltmeisterschaften | Weltmeisterschaften | Einzelwettbewerbe | Einzelwettbewerbe | Einzelwettbewerbe | Einzelwettbewerbe | Staffelwettbewerbe | Staffelwettbewerbe |
| Jahr                | Ort                 | Einzel            | Sprint            | Verfolgung        | Massenstart       | Damenstaffel       | Mixedstaffel       |
| ------------------- | ------------------- | ----------------- | ----------------- | ----------------- | ----------------- | ------------------ | ------------------ |
| 2016                | Oslo                | 28.               | 26.               | 15.               | 30.               | 2.                 | –                  |
| 2017                | Hochfilzen          | 38.               | 3.                | 11.               | 13.               | 3.                 | 2.                 |
| 2019                | Östersund           | 49.               | 32.               | DNS               | –                 | 8.                 | 8.                 |
| 2021                | Pokljuka            | 27.               | 2.                | 3.                | 27.               | 8.                 | 5.                 |
| 2023                | Oberhof             | 12.               | 24.               | 23.               | 4.                | 4.                 | 3.                 |

### Biathlon-Europameisterschaften
Ergebnisse bei den Europameisterschaften:
| Europameisterschaften | Europameisterschaften | Einzel | Sprint | Verfolgung | Staffel |
| Jahr                  | Ort                   | Einzel | Sprint | Verfolgung | Staffel |
| --------------------- | --------------------- | ------ | ------ | ---------- | ------- |
| 2015                  | Otepää                | 4.     | 13.    | 9.         | 3.      |

### Juniorenweltmeisterschaften
Ergebnisse bei Biathlon-Weltmeisterschaften der Junioren
| Juniorenweltmeisterschaften | Juniorenweltmeisterschaften | Einzel | Sprint | Verfolgung | Staffel |
| Jahr                        | Ort                         | Einzel | Sprint | Verfolgung | Staffel |
| --------------------------- | --------------------------- | ------ | ------ | ---------- | ------- |
| 2012                        | Kontiolahti                 | 42.    | 2.     | 12.        | 5.      |
| 2013                        | Obertilliach                | 31.    | 4.     | 9.         | 7.      |